# 東京ホンマもん教室
「東京ホンマもん教室」は、東京MXで2020年11月8日から放送されている政治経済をテーマとした教養バラエティ番組。

## 概要
「東京ホンマもん教室」は、政治経済情報を中心にさまざまなニュースを分かりやすく学ぶ教養バラエティ番組。元内閣官房参与で京都大学大学院教授の藤井聡が、政治経済について話題のトピックスを徹底解説する。
番組は「この番組ではSNS全盛の時代、玉石混交のニュースから真実を見抜くホンマもんの視点をお届けしていきます。」という定形の挨拶で始まる。
番組は毎回「エムキャス」で同時配信され、全国無料で番組を視聴することができる。また番組は「YouTube」上に見逃し動画がアップロードされ、すべての過去の放送回が視聴可能となっている。
2025年3月8日に通常放送回100回を迎えた

## 出演者
| #    | キャスト       | 出演者                        | 出演期間                                    |
| ---- | -------------- | ----------------------------- | ------------------------------------------- |
| 現在 | メインMC       | 藤井聡 (京都大学大学院教授)   | 2020/11/8-現在                              |
| 現在 | アシスタント   | 魚住咲恵 (フリーアナウンサー) | 2024/4/13-現在                              |
| 現在 | ナレーター     | 黒田治 (ラジオパーソナリティ) | 2020/11/8-現在                              |
| 過去 | MC             | 佐々木瞳 (フリーアナウンサー) | 2020/11/8-2022/3/21                         |
| 過去 | MC             | 丸山裕理 (フリーアナウンサー) | 佐々木瞳体調不良により2021/8/28のみ代打出演 |
| 過去 | アシスタント   | 村山千代 (フリーアナウンサー) | 2022/4/9-2024/3/23                          |
| 過去 | コーナーゲスト | 高橋あさみ (Vtuber)           | 2021/1/24-2022/6/25                         |
| 過去 | コーナーゲスト | 橘百花 (タレント)             | 2021/1/24-2022/6/25                         |

## 番組構成
| #    | #    | 内容                                   | 詳細 | 期間                |
| ---- | ---- | -------------------------------------- | --- | ------------------- |
| 現在 | 1    | 藤井聡とアシスタントによる政治経済解説 | 時事ニュースの中から政治経済トピックスについて藤井聡が解説を行う。 | 2020/11/8-現在      |
| 現在 | 2    | 藤井聡とゲストによる対談討論           | 諸分野の専門家がゲストとして招かれて藤井聡と対談討論が行われる。前編後編として2回に分けて放送されることが多いが、1回で完結されることもある。 毎年元旦スペシャルでは複数のゲストが招かれ、対談討論を中心とした番組となる。 | 2020/11/8-現在      |
| 過去 | 過去 | 高橋あさみの教えて藤井先生!            | 時事テーマとは別に、政治経済についての基礎的な知識や背景を高校生に分かるように易しく深掘りして解説するコーナー。 | 2021/1/24-2022/6/25 |

## 放送時間
| 期間      | 期間      | 放送時間                     |
| --------- | --------- | ---------------------------- |
| 2020/11/8 | 2021/3/21 | 日曜日 19:00 - 20:00（60分） |
| 2021/4/10 | 2022/9/24 | 土曜日 10:30 - 11:30（60分） |
| 2022/10/1 | 現在      | 土曜日 10:00 - 11:00（60分） |

※東京MXにおける放送時間(日本時間(JST))。

## 制作スタッフ
| #    | 役職           | スタッフ名          | 期間                |
| ---- | -------------- | ------------------- | ------------------- |
| 現在 | プロデューサー | 大崎雅之 (TOKYO MX) | 2021/6/26-現在      |
| 現在 | ディレクター   | 小笠原剛            | 2022/4/9-現在       |
| 現在 | 企画           | 小山晃司 (TOKYO MX) | 2020/11/8-現在      |
| 現在 | 編集           | 竹本歩 (AiSS)       | 2020/11/8-現在      |
| 過去 | プロデューサー | 木庭民生 (TOKYO MX) | 2020/11/8-2021/6/12 |
| 過去 | ディレクター   | 辻村賢司            | 2020/11/8           |
| 過去 | ディレクター   | 前田柊              | 2020/11/8-2022/3/26 |

## 関連

### 書籍
- ｢列島強靭化論:日本復活5カ年計画｣(2011/5/20,藤井聡著,文春新書)[4]
- ｢感染列島強靭化論｣(2011/5/20,藤井聡/高野裕久著,晶文社)[5]
- ｢都構想の真実:大阪市廃止が導く日本の没落｣(2020/10/12,藤井聡著,啓文社書房)[6]
- ｢スーパー新幹線が日本を救う｣(2016/5/20,藤井聡著,文春新書)[7]
- ｢公共事業が日本を救う｣(2010/10/20.藤井聡著,文藝春秋［文春新書］)[9]
- ｢[令和版]公共事業が日本を救う:コロナ禍を乗り越えるために｣(2020/6/2,藤井聡著,育鵬社)[10]
- ｢プライマリーバランス亡国論:日本を滅ぼす国の借金を巡るウソ｣(2017/5/14),扶桑社)[11]
- ｢表現社クライテリオン2021年3月号(通巻95号)｣(2021/2/16,啓文社書房)[13]
- ｢MMTによる令和｢新｣経済論:現代貨幣理論の真実｣(2019/10/28,藤井聡著,晶文社)[15]
- ｢表現者クライテリオン2021年5月号(通巻96号)｣(2021/4/16,啓文社書房)[18]
- ｢マンガでわかるこんなに危ない!?消費増税｣(2019/6/28,消費増税反対botちゃん著/藤井聡監修,ビジネス社)[45]
- ｢マンガでわかる こんなにヤバいコロナ大不況:消費税凍結とMMTが日本経済を救う!｣(2020/7/31,消費増税反対botちゃん著/藤井聡監修,ビジネス社)[128]
- ｢マンガでわかるこんなに危ない!?日本経済｣(2020/9/3,消費増税反対botちゃん著/藤井聡監修,ビジネス社)[129]
- ｢表現者クライテリオン2020年5月号(通巻90号)｣(2020/4/16,啓文社書房)[19]
- ｢強靭化の思想:強い国日本を目指して｣(2013/6/28,藤井聡著,育鵬社)[130]
- ｢こうすれば絶対よくなる!日本経済｣(2021/4/10,田原総一朗/藤井聡共著,アスコム)[21]
- ｢財政爆発:アベノミクスバブルの破局｣(2021/4/9,明石順平著,角川書店)[22]
- ｢ゼロコロナという病｣(2021/7/16,藤井聡/木村盛世共著,産経新聞出版)[25]
- ｢表現者クライテリオン2021年9月号(通巻98号)｣(2021/8/16,啓文社書房)[27]
- ｢別冊表現者クライテリオン2021｣(2021/8/23,啓文社書房)[28]
- ｢表現者クライテリオン2021年11月号(通巻99号)｣(2021/10/15,啓文社書房)[32]
- ｢なぜ、日本人の9割は金持ちになれないのか｣(2021/11/17,藤井聡著,ポプラ社)[33]
- ｢日本を喰う中国:｢蝕む国｣から身を守るための抗中論｣(2021/12/8,藤井聡著,ワニブックスPLUS新書)[34]
- ｢表現者クライテリオン2022年1月号(通巻100号)｣(2021/12/16,啓文社書房)[36]
- ｢超入門MMT｣(2021/12/16,藤井聡著,エムディエヌコーポレーション)[37]
- ｢お金のむこうに人がいる｣(2021/9/29,田内学著,ダイヤモンド社)[42]
- ｢表現者クライテリオン2022年3月号(通巻101号)｣(2022/2/16,啓文社書房)[43]
- ｢表現者クライテリオン2022年5月号(通巻102号)｣(2022/4/15,啓文社書房)[46]
- ｢表現者クライテリオン2022年7月号(通巻103号)｣(2022/6/16,啓文社書房)[48]
- ｢[令和版]プライマリーバランス亡国論:PB規律凍結で日本復活!｣(2022/6/17,藤井聡著,育鵬社)[49]
- ｢自民党:価値とリスクのマトリクス｣(2019/5/31,中島岳志,スタンド・ブックス)[54]
- ｢表現者クライテリオン2022年9月号(通巻104号)｣(2022/8/16,啓文社書房)[55]
- ｢人を動かす正論の伝え方｣(2022/9/11,藤井聡著,クロスメディア・パブリッシング)[57]
- ｢神なき時代の日本蘇生プラン｣(2022/9/1,藤井聡/宮台真司共著,ビジネス社)[59]
- ｢ぼんやりとした不安の近代日本｣(2022/8/1,浜崎洋介著,ビジネス社)[60]
- ｢小林秀雄の人生論｣(2021/11/10,浜崎洋介著,NHK出版)[61]
- ｢グローバリズム植民地ニッポン｣(2022/10/8,藤井聡著,ワニブックスPLUS新書)[62]
- ｢表現者クライテリオン2022年11月号(通巻105号)｣(2022/12/18,啓文社書房)[63]
- ｢消費税減税ニッポン復活論｣(2022/10/11,藤井聡/森井じゅん共著,ポプラ社)[65]
- ｢MMTによる令和｢新｣経済論:現代貨幣理論の真実｣(2019/10/28,晶文社)[69]
- ｢表現者クライテリオン2023年1月号(通巻106号)｣(2022/12/18,啓文社書房)[70]
- ｢表現者クライテリオン2023年3月号(通巻107号)｣(2023/2/16,啓文社書房)[71]
- ｢表現者クライテリオン2023年5月号(通巻108号)｣(2023/4/15,啓文社書房)[73]
- ｢ルポ食が壊れる｣(2022/12/16,堤未果著,文藝春秋社)[74]
- ｢社会の変え方｣(2023/1/31,泉房穂著,ライツ社)[77]
- ｢政治はケンカだ!明石市長の12年｣(2023/5/1,泉房穂/鮫島浩著,講談社)[78]
- ｢表現者クライテリオン2023年7月号(通巻109号)｣(2023/6/15,啓文社書房)[80]
- ｢安い国ニッポンの悲惨すぎる未来:ヒト･モノ･カネの全てが消える｣(2023/3/15,藤井聡著,経営科学出版)[82]
- ｢国の借金は問題ないって本当ですか?｣(2022/10/14,森永康平著,技術評論社)[88]
- ｢表現者クライテリオン2023年9月号(通巻110号)｣(2023/8/16,啓文社書房)[89]
- ｢豊かな日本はこう作れ!｣(2023/9/25,泉房穂/藤井聡著,ビジネス社)[79]
- ｢戦前の正体:愛国と神話の日本近現代史｣(2023/5/18,辻田真佐憲著,講談社)[92]
- ｢表現者クライテリオン2023年11月号(通巻111号)｣(2023/10/16,啓文社書房)[93]
- ｢インフレ時代の積極財政論｣(2023/11/16,ウィリアム･ミッチェル/藤井聡著,ビジネス社)[95]
- ｢NOと言える日本｣(1989/1/1,石原慎太郎/盛田昭夫著,光文社)[97]
- ｢表現者クライテリオン2024年1月号(通巻112号)｣(2023/12/15,啓文社書房)[99]
- ｢僕の流儀:What's Next?｣(2024/1/9,加藤雅也著,彩図社)[102]
- ｢過剰医療の構造｣(2024/2/1,藤井聡著,ビジネス社)[103]
- ｢孤闘:三浦瑠麗裁判1345日｣(2023/6/21,西脇亨輔,幻冬舎)[104]
- ｢表現者クライテリオン2024年3月号(通巻113号)｣(2024/2/16,啓文社書房)[105]
- ｢表現者クライテリオン2024年5月号(通巻114号)｣(2024/4/16,啓文社書房)[107]
- ｢きみのお金は誰のため｣(2023/10/18,田内学著,東洋経済新報社)[108]
- ｢ヤバい食、潰される農｣(2024/6/20,堤未果/藤井聡著,ビジネス社)[109]
- ｢表現者クライテリオン2024年7月号(通巻115号)｣(2024/6/1,啓文社書房)[110]
- ｢大衆社会の処方箋:実学としての社会哲学｣(2014/1/15,羽鳥剛史/藤井聡共著,北樹出版)[111]
- ｢凡庸という悪魔:21世紀の全体主義｣(2015/4/25,藤井聡著,晶文社)[112]
- ｢大東亜戦争日本は勝利の方程式を持っていた!｣(2018/11/30,茂木弘道,ハート出版)[113]
- ｢表現者クライテリオン2024年9月号(通巻116号)｣(2024/8/16,啓文社書房)[115]
- ｢代議制統治論｣(1861,ジョン・スチュアート・ミル)[116]
- ｢学問のすゝめ｣(1872,福澤諭吉)[117]
- ｢表現者クライテリオン2024年11月号(通巻117号)｣(2024/10/16,啓文社書房)[118]
- ｢表現者クライテリオン2025年1月号(通巻118号)｣(2024/12/16,啓文社書房)[121]
- ｢ザイム真理教｣(2023/05/22,森永卓郎,フォレスト出版)[123]
- ｢表現者クライテリオン2025年3月号(通巻119号)｣(2025/2/16,啓文社書房)[125]
- ｢表現者クライテリオン2025年5月号(通巻120号)｣(2025/4/16,啓文社書房)[127]

### 映画
- ｢君たちはまだ長いトンネルの中｣(2022年6月17日公開、なるせゆうせい監督・脚本／藤井聡経済監修)[131]
- ｢縁の下のイミグレ｣(2023年6月30日公開、なるせゆうせい監督・脚本)[132]